# Recif Island
Recif Island (fr. Île aux Récifs) – maleńka granitowa wysepka na Oceanie Indyjskim, w grupie Wysp Wewnętrznych, pomiędzy wyspami Mahé, La Digue i Fregate na Seszelach. Wyspa jest płaska i skalista, co czyni z niej idealne środowisko dla wielu gatunków ptaków zakładających gniazda na ziemi. Jej powierzchnia wynosi 13,2 ha.
W 2010 roku na wyspie utworzono rezerwat przyrody Recif Island Reserve.